# Astragalus lineatus
Astragalus lineatus är en ärtväxtart som beskrevs av Jean-Baptiste de Lamarck. Astragalus lineatus ingår i släktet vedlar, och familjen ärtväxter. Inga underarter finns listade i Catalogue of Life.